# Rogalla von Bieberstein

Wappen der Rogalla von Bieberstein

Rogalla von Bieberstein ist der Name eines alten ostpreußischen Adelsgeschlechts. Urkundlich erstmals erwähnt wird es 1440, als Jacob Rogalla im Deutschordensstaat mit Gollubien bei Lyck belehnt wurde; ausgestattet mit großem und kleinem Gericht, hatte er Dienst mit Pferd und Harnisch zu leisten.
Gollubien erweiterte sich durch Binnenkolonisation auf drei Ortsteile, die sich vom Amt Lyck in das Amt Stradaunen–Oletzko erstreckten und in den vier Kirchspielen Lyck, Stradaunen, Kallinoven und Pissanitzen lagen.
Die sächsische Burg Bieberstein befand sich im 13. Jahrhundert im Besitz der Herren von Bieberstein, im 14. und 15. im Besitz der Marschälle und sie befindet sich seit 1992 im Besitz der Rogalla von Bieberstein.

## Geschichte

### Herzogtum Masovien bis 1440
Mit Nikolaus Rogala de Budkowo, dem 1407 im Rahmen der Besiedlung Nordmasowiens 20 Hufen Urwald an der Skroda verschrieben werden, wird das erstmals 1388 genannte Budkowo, Kirchspiel Drobin als Stammsitz urkundlich. Es gehört im herzoglichen Masowien zum Distrikt (ab 1474 Land) Płock, im königlichen Polen ab 1578 zum Kreis Raciąż.
Unweit Budkowo finden sich weitere alte Rogala-Besitzungen: Charzynow, Cieciersk, Dziektarzewo, Karsy, Koczurowo, Koszolin, Unieck. An älteren Besitzungen sind zu ergänzen: Swarocin (1364), Klonowo (um 1350) bei Byton, Ballau Kr. Stuhm (1384), Pilichowo bei Wyszogrod (1390), Milan (1395), Seprcz (1383), Skuli im Land Cersk, Wangrzynowo Kreis Mlawa (1381), Czebniawa (vor 1390), Czarnocin 16 km von Ciechanow (1400).
1390 verpflichtet sich Ritter Wiesel Czambor des Wappens Rogala aus Kniegnitz in Schlesien (1384–1400) mit seinem Bruder Heinrich Czambor und Vetter Johann Czambor aus Swirzow gegenüber dem Hochmeister des deutschen Ordens Konrad von Wallenrode, die in seinem Pfandbesitzer befindliche herzoglich masowischen Stadt Kruschwitz in Kujawien, auf sieben Jahre mit 100 Gehilfen gegen den polnischen König zuhalten.
Als Stammväter der Linie Rogala de Rogale Dzierzbia sind Jan und Mathias Rogala de Budkowo anzusprechen. Ihnen privilegierte 1416 Herzog Johann I. von Masowien die 20 Hufen Urwald an der Dzierzbia. Der nach der Familie benannte alte Stammsitz Rogale Dzierzbia bei Kolno blieb zumindest anteilig lange im Familienbesitz. Von 1483 ist ein Streit zwischen den nobiles, Johannem, Jacobum, Martinum, Michaelem et alium, Jacobum de Rogale ex una de armis Rogalye und einem anderen in Rogale besitzlichen Adligen überliefert.

### Beginn in Preußen ab 1440
In Preußen wurden die Brüder und Vettern Rogala de Golubi von den deutschsprachigen Beamten nach dem 1440 verliehenen Stamm- und Wohnsitz bei Lyck häufig nur Golubie oder Gol(l)ub geschrieben, ohne das geführte Wappen Rogal(l)a zu nennen oder den alten Stammsitzzusatz de Rogale oder Rogalski anzufügen. Von hier aus wurden die Siedlungsflächen in das nachbarliche Amt Oletzko-Stradaunen noch im 15. Jh. ausgedehnt und im 16. Jahrhundert neue Siedlungen in der „Großen Wildnis“ angelegt bis in das Amt Angerburg hinein. Von der Siedlungstätigkeit zeugen die Orte namens Rogallen (Rogale) und Gollub. Besonders intensiv war die Siedlungstätigkeit unter Herzog Albrecht.
Ein Zweig nannte sich latinisiert Columbus (Golubie, steht im Polnischen für Taube). Er brachte tüchtige Pastoren hervor. Hervorzuheben wäre Joachim Columbus (* 1649 in Kallinowen; † 1710 in Lyck an der Großen Pest), Erzpriester von Lyck und Rektor der Fürstenschule, 1587 als Provinzialschule gegründet, dessen Rogala-Siegel Johannes Gallandi belegt.
Schwere Zeiten erlebte die Familie in Adlig Leegen (poln. Lega, pow Ełk) beim Tartareneinfall in Masuren 1656. Die drei auf je einem eigenen Gut sitzenden Vettern de Rogale/Rogalski alias Golub wurden sämtlichen Viehs beraubt, zwei zusätzlich der Besitzpapiere, – weshalb Nachbarn deren Besitzrechte bestätigen mussten –, einer nur rettete seine Lade mit Dokumenten und konnte 1662 minutiös belegen, wie er an seinen Besitz kam, Unter seinen Dokumenten ist die Adelsbestätigung von 1599 zu vermuten, die den Krieg überstand und bis 1945 weitervererbt wurde. Die sichere Stammreihe der heute bestehenden Familie beginnt mit ihm dem Adam Mathias Rogala de Rogale (um 1645) zu Gollubien und seiner Frau, einer Tochter des Pfarrers von Bialla Hieronymus (III) Maletius (Familie Maletius) auf Maleczewen und der Sara Drigalski.

### Adelserhebungen und Adelsanerkennungen
- Bestätigung am 10. Oktober 1599 vor dem Landgericht Wąsosz als „nobiles“ (Edelleute, Adlige) für Bartholomäus Joannis olim Martini, Matthias olim Joannis, Joannis olim Bartholomäus, Balthasar olim Albrechti, Nicolaus olim Joannis, Mathiam olim Gregorii, Martinum olim Andreae und Joannis olim Pauli de Rogale auf Golub (Gollubien), Amt Lyck im Herzogtum Preußen mit gleichzeitiger Bestätigung des Stammwappens Rogal(l)a in der Form cornu cervi et tubam pront (d. h. Hörner von Hirsch und Ur, letzteres offen als Kriegshorn). Als Zeugen werden genannt 5 Vettern der väterlichen Linie alle nobiles de Rogale Dzierzbia, haeredis districtus Colnensis.[12]
- Schon am 12. November 1569 hatten sich – zur Sicherung ihrer adeligen Besitzrechte im damals noch königlich polnischen Lehns-Herzogtum Preußen – am Landgericht zu Wasosz als Edelleute bestätigen lassen Lazarus Gregorius olim Nicolay & pueris olim Simonis de Golubie Rogalie ex districtu & territorii Lecensi, alle wohnhaft am Fluss Golub bei Lyck, Wappen cornu cervi et tuba. Als Zeugen werden acht Vettern genannt: Jacobum olim Martini, Paulus olim Matthei, Johannes olim Nicolai, Mathias olim Stephani, Stanislaus, Paulus, Michael olim Petri herredes de Rogalie.[13]
- Am 30. Dezember 1663 holen für Adlig Leegen in Ambt Lyck ihre Huldigung unter denen von Adel nach: George Gollup, Greger Wittinsky, Adam Rogalski und Jann Rogalski. Als Entschuldigung, dass nicht alle, wie befohlen zur Huldigung nach Königsberg gekommen seien, führten sie an, dass sie auch früher wegen der weiten Reise nur einen Ausschuß von einigen Personen abgeschickt hätten, dieses Mal Wawerßin Mileffsky und den Georg Rogalßki.[14]
- Am 20. August 1714 wird zur Huldigung avisiert, dass, weilen alle von der itzigen Feld-Arbeit und Saath unmöglich abkommen, die Von Adel schiken ab: (1.) Andreas a Rogalla, Agent wegen Kopicken, Baytkowen und Zawadden, …. (4.) Matthias Rogalski von Leegen.[14] In der Huldigungsbestätigung: Von dem Adel haben den 1. November 1714 geschworen: Andreas a Rogalla auf Sawadden ist in Königsberg … gewesen und geschworen … Leegen: Dawid Rogalski, Jan Golub, …, Johann Rogalski ist in Königsberg gewesen und alda geschworen, Nicht erschienen von da: Salomon Rogalski ist alt und sehr krank. … Von den Freyen haben …[15]
- Hans Carl von Rogalski erhielt in Berlin am 26. September 1763 das schlesische Inkolat, um sich dort ansässig machen zu können. Wappen: Gespalten; vorn Hirschhorn 6-endig, hinten Büffelhorn, Kleinod: Schildfiguren.[16]

### Adelsverluste
Durch individuelle Aberkennung: Waldemar Julius Rogalla von Bieberstein aus Ostpreußen, Jäger im 1. Jäger-Bataillon, Sohn eines † Gutsbesitzers und einer geborenen von Czibulla, jetzt verheirateten Gallmeister, wird wegen eines schweren und eines einfachen Diebstahls des Adels für verlustig erklärt und zu 15 Monaten Festungsstrafabteilung verurteilt bei Aberkennung der bürgerlichen Ehrenrechte auf ein Jahr. Berlin, 15. Dezember 1855, Kriegsgericht.

### Namensentwicklung

#### Grundlagen
Jan Długosz listet zwischen 1462 und 1480 die 114 mächtigen Geschlechter des Königreichs Polen mit Wappenbeschreibung, Wappenbild und Herkunft
| Nr. 25, (BIBERSTEIN ) Bibersten. Cuius insignia unum cornu in Campo ceruelo sursum elevatum; quorum genus et familia ex almania dinoscitur in Poloniam aduenisse. Viri loquaces et arrogantes. (H. 59) | Nr. 101, (ROGALA ) Rogalia. Cuius insigna duo cornua, videlicet bouinum, aliud cervi, ex transverso posita; quorum genus fertur in Poloniam ex almania deuenisse. (H. 114). |

Gemeinsam haben beide Geschlechter ein Hirschhorn im Wappen und die Herkunft ex Almanią, zusätzlich das eine ein Büffelhorn und die dem Deutschen unbekannte Benennung Rogala (Normannisch-Germanisch-Baltisch). Sie kann erst – bei oder nach der Einwanderung – in Polen zugeordnet worden sein. Mit ex Almanią kann kein „Germanisiertes Schlesien“ gemeint sein, was Bialkowski mutmaßte, denn die Herkunft aus Schlesien kennzeichnete Długosz mit dem Terminus „genus Silesicum“, wie der Eintrag beim Geschlecht Przegonia belegt. Er meinte den alemannisch-schwäbischen Raum, in dem das Konzil von Konstanz tagte.
- Die schwäbische Stammeszugehörigkeit des Bannerträgers von Kulm in der Schlacht von Tannenberg stützt diese Deutung,[21] denn der Mitgründer des Eidechsenordens Nicolaus dictus Niks (de Raynis), nacione suebus, führte, wie sein Truppenführer Janusius Orzechowski, Hirsch- und Büffelhorn im Schild, das heißt das Stammwappen Rogala.[22]
- Dem Kanoniker von Krakau und großen Historiker Długosz war der Johanniter Burg und Stadt Biberstein[23] im Aargau bekannt. Wie Paprocki in Speculo Moraviae (1593) schreibt, kamen die Vorfahren der – im Krakauischen, Oberschlesischen, Schlesischen und Böhmisch-Lausitzschem verbreiteten – Herren von Bieberstein zu Biberstein (Bibrsteinuw z Bibrsteina) aus Helvetien und haben sich einst, wovon der polnische Historiker Długosz als Erster(!) berichtete, Grafen von Biberstein[24] geschrieben.[25]
- Folglich wäre der von Ludwig von Eyb 1519 für das Turnier zu Regensburg 1284 hinter dem Herzog Johann von Schlesien und Liegnitz, und insbesondere Albrecht Hertzog zu Österreich und Graf zu Habsburg (im Aargau) an dritter Stelle genannte Wilhelm Graf zu Bieberstein (im Aargau) nicht der erste gräfliche Würdenträger in der Literatur.[26]
- Johannes Stumpf schreibt 1548 zum Aargau, Biberstein etwan ein beuestigung und wonung der Grauen darnach Freyherren[27] von Biberstein und gibt das Hirschhorn-Wappen.[28]

Nach Bartosz Paprocki 1578 ist Stammvater des Geschlechts Rogala ein Ritter aus dem Hause Biberstein (Rycerz de domo Bibersten a Tur strogi), dem ein polnischer König sein ursprüngliches Hirschhornwappen um ein Büffelhorn verbesserte. In diesem Sinne bezeichnet Simon Okolski 1642 in seinem berühmten „Orbis Polonus“ (S. 608) das adlige Wappengeschlecht derer mit Hirsch- und Büffelhorn mit dem Doppelnamen Rogalla von Bieberstein. Der lateinische Originaltext: Linea Familiae Rogala Primo: „ROGALA BIBERSTHEINIUS“, cui primum ad arma Bibersthein addito facta alteriuis cornu fuit, tam in scuto quam super coronam.

#### Entwicklung im herzoglichen, dann königlichen Preußen
Im 17. Jahrhundert beginnen die Mitglieder des Leegener Zweiges der Familie den neuen Stammsitznamen Namen Gollub abzulegen und sich wieder entsprechend der Adelsbestätigung von 1599 – wie ihre Vettern in Masovien – Rogal(l)a oder de Rogale bzw. Rogalski zu nennen. Damals kam es zu einer gewollten, allgemeinen Belebung der polnischen Sprache in Masuren. Wie Töppen berichtet, zogen die Visitatoren der Fürstenschule zu Lyck 1638 in Erwägung die verderbte masurische Sprache abzustellen und dafür die rein polnische zu introduzieren. 1699 spricht Kurfürst Friedrich III. (bald darauf König in Preußen) von seinen polnischen Ämtern zu denen ausdrücklich zählen: Rhein, Seesten, Lötzen, Angerburg, Lyck, Oletzko, Johannisburg, Ortelsburg, Hohenstein, Osterode, Neidenburg und Soldau.
1740 im Krönungs- und Huldigungsjahr für Friedrich II. bedient sich Johann Gottfried von Rogalla auf Baitkowen (1938 bis 1945: Baitenberg) bei Lyck in Masuren des Rogalla von Bieberstein auch in der Form von Bieberstein Rogalla und Bieberstein von Rogalla. Johann ist Angehöriger des vetterlichen Familienzweiges, der auf Andreas Rogalla de Wagenschoss (Wasosz) (1565–1606) zurückzuführen ist und 1585 von Nordmasowien in das Herzogtum Preußen einwanderte. Dieser Familienzweig erlosch im Mannesstamme in Neiße 1796 mit dem Kapitän im Infanterie-Regiment 49 Gottfried Wilhelm Rogalla von Bieberstein.
Beginnend unter Friedrich II. wurden aus dem 1440 in Gollubien bei Lyck ansässig gewordenen Familienzweig Rogala de Rogale Golubie zu Leegen bei Lyck insgesamt neun Vettern in das Militär bzw. eines der diesem vorgeschalteten Adligen Kadettenhäuser aufgenommen und als „Rogalla von Bieberstein“ gelistet. Es begann 1765 mit Jacob von Rogalla aus Adlig Stobbenort bei Treuburg (1753–1817), dem seine Brüder Johann Siegesmund (1760–1811) und Friedrich (1761–1792) folgten, dann vier Brüder aus Leegen Christian Benjamin (II) (1762–1826), Carl Ludwig (1764–1832), Andreas Ferdinand (1771–1843) und Johann Ludwig (1775–1813) und schließlich 1794 Vetter Daniel (1781–1795) dem 1796 sein Bruder Salomon (1784–1839) der Familienforscher folgte. (Der Vater der vier Brüder Christian Benjamin (I) Rogalla von Rogale auch (v.) Rogalski genannt auf Leegen (1730–1813) ehelichte im Jahre 1761 Christina Dorothea von Bieberstein Kazimirski, Herrin auf Krupinnen.)
Obiger Salomon RvB (1784–1839), noch Rogalski getauft, schreibt 1822 zur Namenserweiterung: … befahl FRIEDRICH II der Große, der einzige König von Preußen, daß die Familie den Namen „de Bieberstein Rogalla“ beim Eintritt in’s Militär der hier nachfolgenden Familienglieder annehmen sollte, wie geschehen.
- Eine Cabinetsordre wurde gesucht, aber nicht gefunden.[33] Die Existenz der Ordre wird wahrscheinlich, denn der Chef der Militärbildungsanstalten General-Leutnant v. Buddenbrook schreibt am 24. Juni 1776 dem Direktor der Kadettenschule zu Kulm Hauptmann v. Chlebowski: Der König habe am 12. des Monats Kulm persönlich besucht, ihn nach Rückkunft in Potsdam einbestellt und seinen Willen mitgeteilt, daß die Cadets zwar ihre polnischen Nahmens behalten können, wenn sie aber deutsche Nahmen dabey haben, so soll der deutsche Nahmen nebst dem polnischen in den Listen eingesetzt werden.[34]
- So geschah es konsequent, was die Namen von Kadetten aus fünf verschiedenen Geschlechter mit Ersteintrittsjahr und Anzahl belegen: (1.) v. Bieberstein [Kazimirski] 1786, 3×; (2.) v. Bieberstein Zawadzki 1776 5×, (3.) Marschall v. Bieberstein 1816 1×, (4.) Meyländer genannt Rogalla v. Bieberstein 1884 1×, (5.) Rogalla v. Bieberstein [ehedem Rogalla de Rogale/Rogalski] 1818 7×. Im verbrannten und nicht rekonstruiertem Listenteil wäre hier Christian Benjamin Rogalla von Bieberstein mit Eintritt Juli 1777 zu ergänzen. Er ging zum 1. Juli 1778 ins Kadettenhaus nach Berlin.
- Der Wunsch nach mehr Deutsch im Offiziersnamen lässt sich weiter rückdatieren: (1.) Für 1775 ist verbürgt, dass Friedrich II. einem sich anlässlich einer Revue v. Pokrziwnicki vorstellenden Offizier verdrießlich zurief: Er heißt „v. Bock“, infolgedessen die Familie den letzteren Namen entweder allein annahm oder mit ihrem Stammwappen verbunden führte.[35] (2.) Zu einem 1764 urkundlich als Johann Gottlieb Marschall von Bieberstein (1718–1785) belegten Kapitän weiß Gallandi zu berichten, dass er gemäß Wappen ein Kasimirski [v. Bieberstein] ist.[9] Nach mündlicher Überlieferung des Schwiegersohns Friedrich Wilhelm Henning hat ihm König Friedrich II. gelegentlich einer Vorstellung die Weisung erteilt, sich nicht Casimirski – da dieser Name einen Polen bezeichne – sondern Marschall von Bieberstein zu nennen.[36]

## Wappen

### Wappenbeschreibung und Wappenverbreitung
Blasonierung des Stammwappens: Gespalten, rechts in Gold ein fünfendiges rotes Hirschhorn (auch Hirschstange, Stammwappen derer von Bieberstein), links in Blau ein silbernes Büffelhorn; auf dem Helm mit rechts blau-silbernen und links rot-goldenen Decken rechts das Büffelhorn und links das Hirschhorn. Es waren auch andere Farbvarianten in Gebrauch, ehe diese von dem am 20. Juli 1909 in Königsberg begründeten Familienverein für die eigene Familie für verbindlich erklärt wurde.

Wappen Rogala

Die Familie gehört zum Stammwappen Rogala d. h. „zwei Hörner“, dem „Hirschhorn“ (poln. „Bibersztein“) gemehrt um ein „Büffelhorn“ (norm.-germ.-balt.: „Rogala“, polnisch: „dwa rogi“). Beide Hörner stehen. Das Horn vom Hirsch hat 3, 4, häufig 5, auch 6 und 7 Enden, das vom Büffel, auch als Ur, Stier oder Wisent angesprochen, kommt geschlossen oder offen mit Mundstück als Rufhorn, Kriegshorn oder Tuba vor. Die Hörner stehen im ungespaltenen Schild vereinzelt oder mit Grind zusammengewachsen, als auch vereinzelt im gespaltenen Schild.
Im 13. und 14. Jahrhundert begegnen uns Geschlechter mit dem Hirsch- und Büffelhorn im Schild
- in Bayern mit 1172 von Günzelhofen,[38]
- in Meißen mit 1346 von Rothschütz (auch Rotschitz, Rotschicz, Rotschütz),[39]
- in der Lausitz mit 1242 von Stewitz,[40][41] 1296 von Bloschdorf,[41] 1253 von Luck (Lucke),[39]
- in Preußen: 1386 von Budyg,[22] 1485 von Lewalt,[22][42] 1547 von Loka, 1393 von Reynis (auch Renis, Renisc, Renys, Ranis, poln.). Die Brüder Nicolaus und Hans von Renys stiften am 25. Februar 1397 gemeinsam mit den Gebrüdern von Kynthenau die Eidechsengesellschaft.[43][44][22][45] 1399 von Schönwies,[46][45] 1440 von Tirau. 1348 von Tzender (auch Czende, Czande, Trzcianna),[22][47][45] 1404 von Orschau(=Orsechowski).[45] 1396 von Tittmannsdorf,[22] von Grunenberg
- und in Schlesien mit 1240 von Sosno,[48][49] 1318 von Grunow. Es siegeln mit Hirsch- und Büffelhorn am 21. März 1318 in Alt-Heinrichau Ramwold und Unimir die Söhne des Zello von Grunow. 1248 von Tschammer,[48][39][50][49] 1280 Reze de Stachow,[51] um 1550 von Wentzki.[39][52]

Im 14. Jh. sind sie auch, in Kleinpolen: 1367 Rogalia de Klonowo, in Masowien mit 1356 Rogala subdapifero gostiniensis, 1369 Rogala Pilik und Großpolen mit 1402 Jan Rogala, Kastellan von Inowraclaw (Iunivladislaviensis), belegt. Hier wird das Wappen und sein Geschlecht nach den Hörnern im Schild von polnisch rogi für Hörner masurisch Rogalla (norm.-germ.-balt.: Rogala) genannt. 1425 heißt es in einem für Czamborii de Gilowo zu Troschin ausgestelltem Privileg des Herzog’s Siemovit IV von Plock (1352–1426): nobiles … de genere et nacione Rogalitarum, duo cornua: unum cervi, aliud vero bubali [=Büffel] in clipeo et pro armis deferentes et proclamacione Rogalye vulgariter vocati (Die Edlen vom Stamme und Geschlecht der Rogaliter, zwei Hörner im Schild: eins vom Hirsch und eins vom Büffel, Schlachtruf: Rogala.)

### Historische Wappenabbildungen

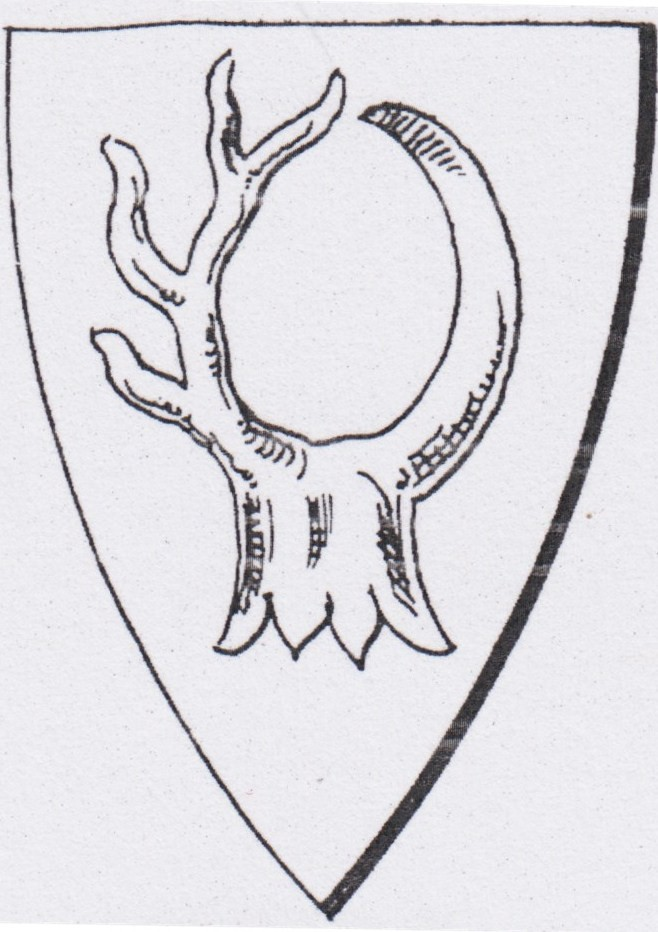
Siegel der bayer. Herren von Günzelhofen (1280)
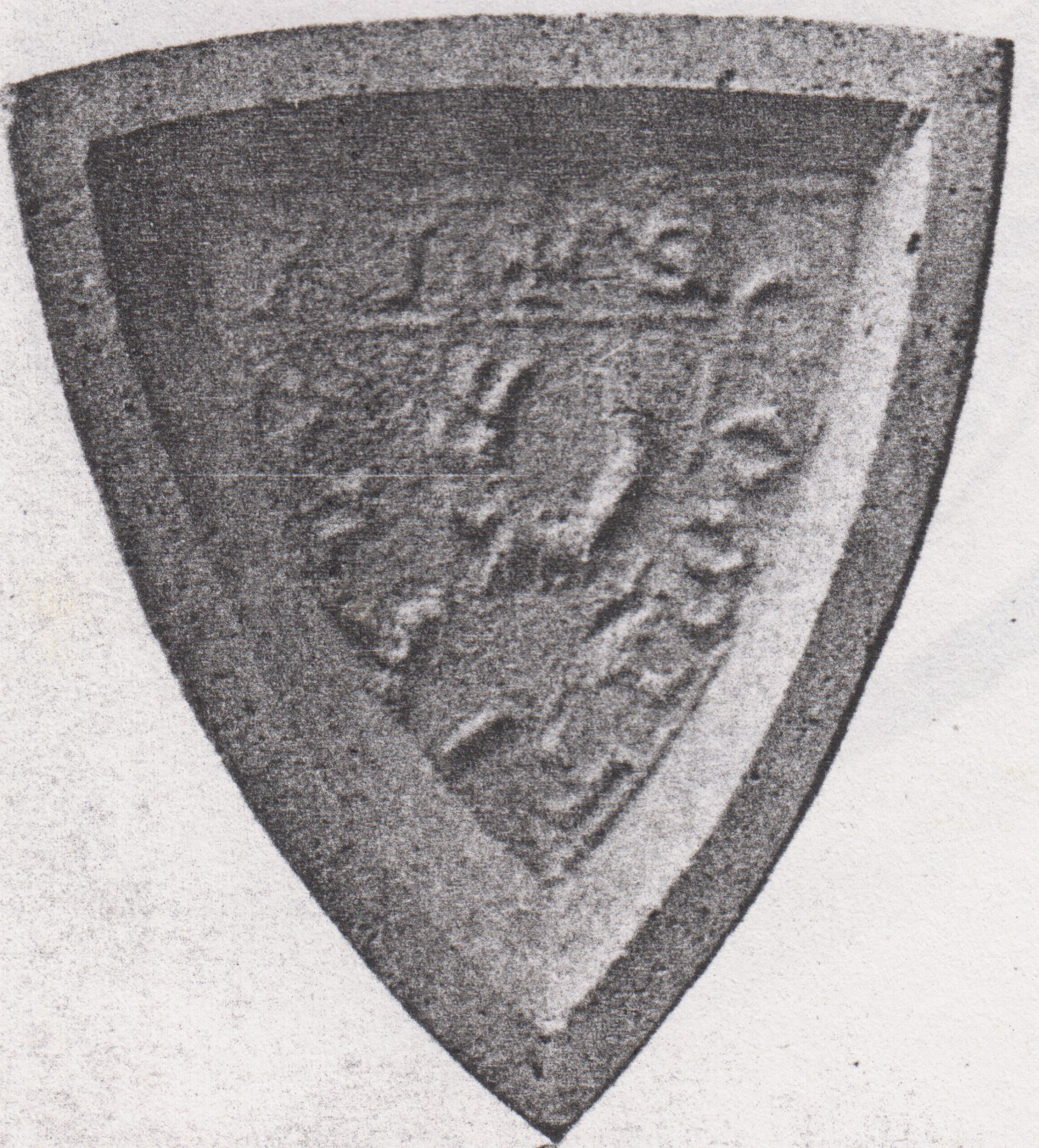
Siegel des Wilcho von Sossno (1257)
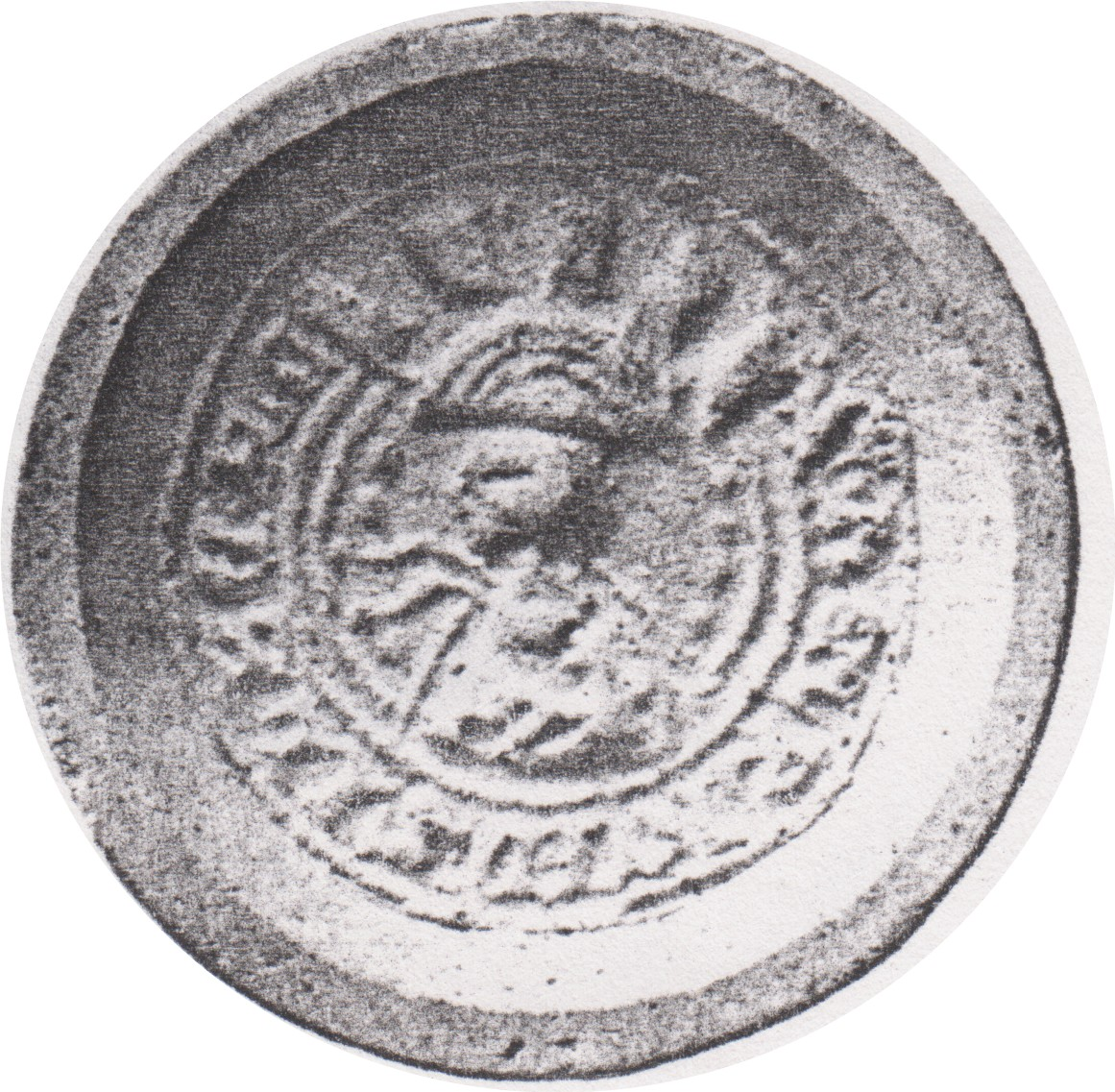
Siegel des Heinrich von Schildberg (1296)
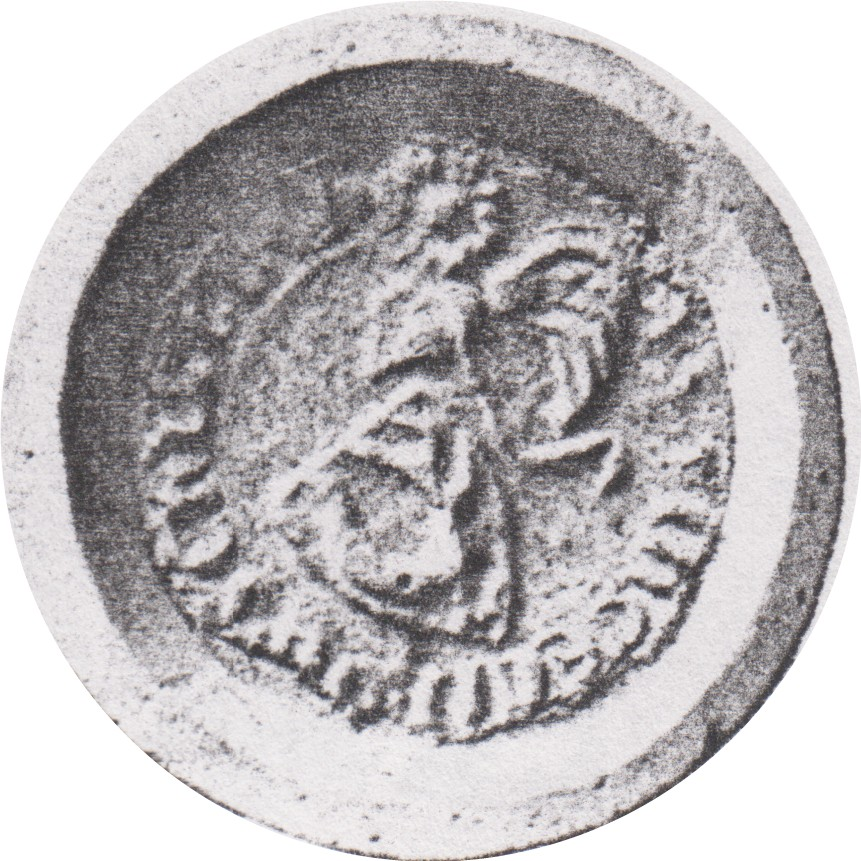
Siegel des Vincenz von Schildberg (1318)
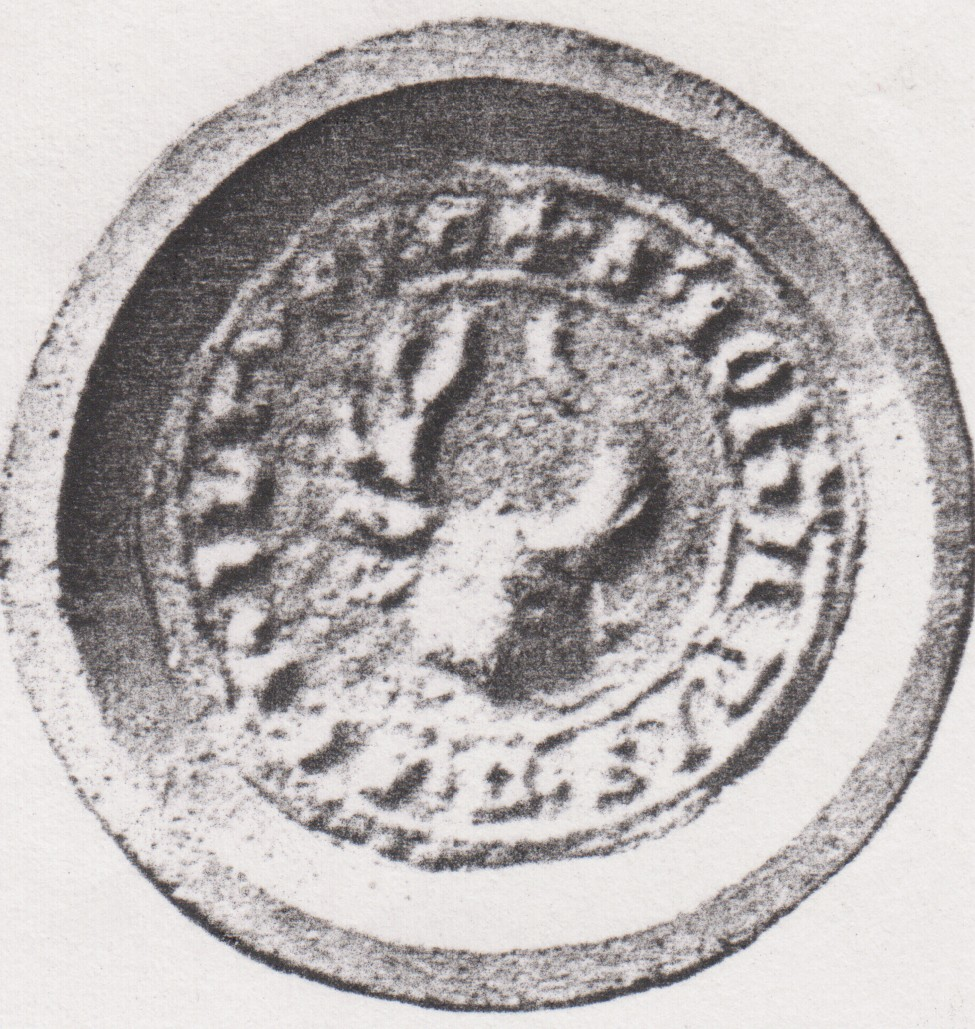
Helmsiegel des Johannes Shamborii, genannt von Schiltberg (1326)
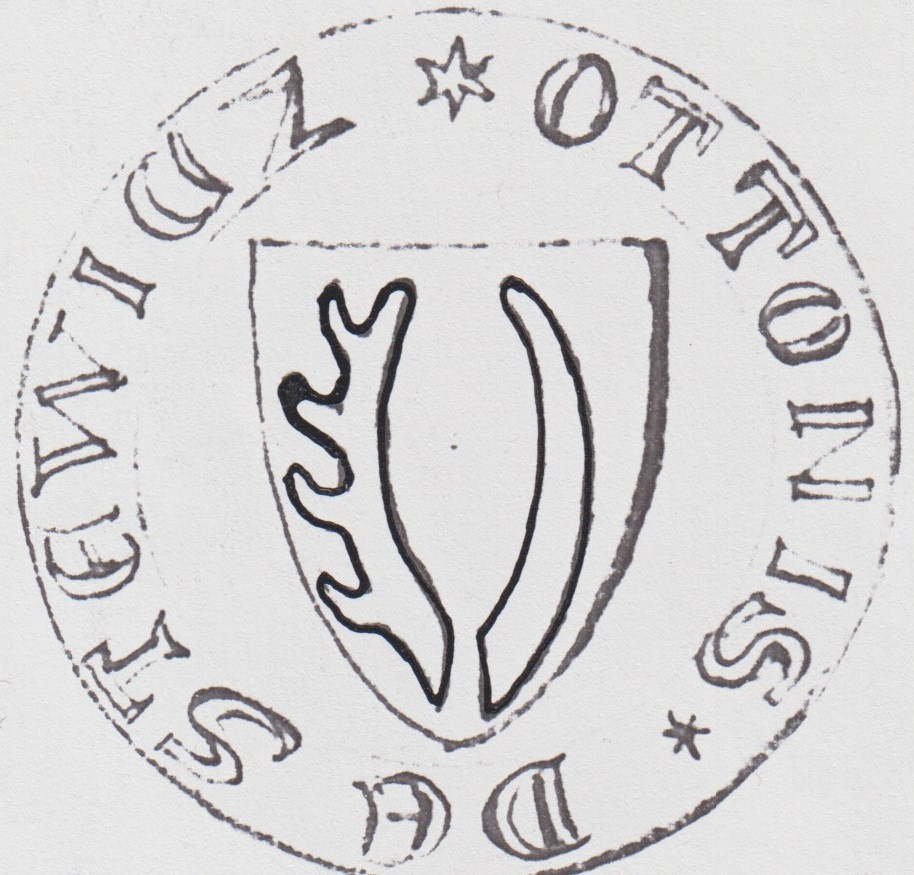
Siegel des Otto von Stewitz (1326)
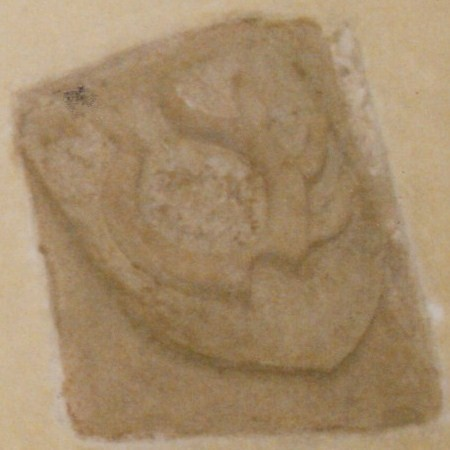
Stammwappen Rogala an der Kirche von Swietomarz bei Kielce (Powiat Starachowicki)
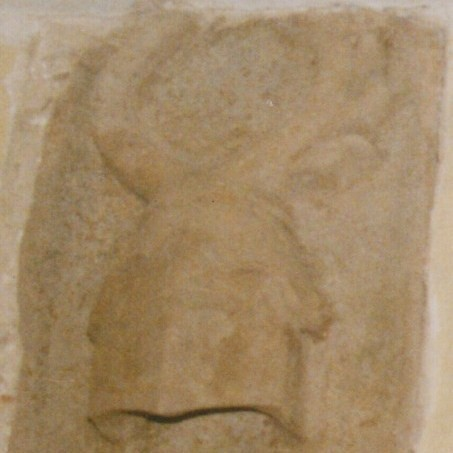
Stammwappen Rogala an der Kirche von Swietomarz bei Kielce (Powiat Starachowicki)

## Bekannte Familienmitglieder (chronologisch)
- Christian Benjamin Rogalla von Bieberstein (1762–1825), preußischer Major, Ritter des Ordens pour le mérite
- Ferdinand Rogalski (1771–1843), ab 1785 Rogalla von Bieberstein verheiratet mit Charlotte Trützschler von Falkenstein (1790–1850)
  - Hermann Ferdinand Rogalla von Bieberstein (1824–1907), deutsch-amerikanischer Bauingenieur und Geometer in Texas
- Vollmar Rogalla von Bieberstein (1798–1871), Gutsbesitzer und preußischer Politiker
- Friedrich Rogalla von Bieberstein (1796–1872) verheiratet mit Auguste Rogalla von Bieberstein, geb. Lorentz (1804–1856)
  - Hermann Rogalla von Bieberstein (1823–1906), deutsch-amerikanischer Bauingenieur, Geometer und Politiker in Texas
  - Paul Rogalla von Bieberstein (1835–1907), preußischer Generalmajor, Heimat- und Familienforscher
- Alexander Rogalla von Bieberstein (1813–1876), verheiratet mit Nanny von Mirbach (1809–1876)
  - Walter Rogalla von Bieberstein (1851–1914), Gutsbesitzer und preußischer Politiker
- Ferdinand Rogalla von Bieberstein (1857–1945), deutscher Rittergutsbesitzer, Mitglied des preußischen Abgeordnetenhauses und Mitglied des Reichstags
- Johannes Friedrich Rogalla von Biberstein (1865–1938), deutscher Generalleutnant
- Ludwig Rogalla von Bieberstein (1873–1940), Widerstandskämpfer gegen das NS-Regime
- Ernes(tina) Rogalla von Bieberstein verheiratete Merck (1898–1929), deutsche Profi-Rennfahrerin
- Johannes Rogalla von Bieberstein (1940–2021), deutscher Bibliothekar und Autor

## Besitzungen
alle in Ostpreußen:
- Baitkowen (1938 bis 1945: Baitenberg) (Landkreis Lyck, poln. Woiwodschaft Ermland-Masuren), Rittergut, Familienbesitz 1578–1773
- Baranowen (Landkreis Sensburg) (1938 bis 1945:  Hoverbeck), (poln. Baranowo, Powiat Mrągowski), Rittergut, 612 ha davon 420 Ackerland
- Bieberstein (Landkreis Sensburg), (poln. Wólka Baranowska, Powiat Mrągowski) 1838 als Vorwerk zu Baranowen angelegt
- Bosemb (Landkreis Sensburg) (auch: Bussen), (poln. Boże, Powiat Mrągowski), Rittergut, 1.406 ha davon 860 Ackerland
- Groß Schmerberg (Landkreis Labiau), Gut, 234 ha davon 62 Acker und 102 Wald
- Groß Wronnen (Landkreis Lötzen) (poln. Wrony, Powiat Giżycki), Gut, 206 ha davon 156 Ackerland
- Laukischken (Landkreis Labiau), Rittergut, 640 ha davon 452 Ackerland
- Leegen (Landkreis Lyck) (poln. Lega), heute Teil von Sentken (poln. Sędki, Woiwodschaft Ermland-Masuren), Gut, 136 ha davon 86 Ackerland
- Pfaffendorf (Landkreis Ortelsburg), (poln. Popowo Wola, Powiat Szczycieński), Rittergut, 404 ha davon 275 Ackerland, Familienbesitz um 1885 bis 1945
- Rosoggen (Landkreis Sensburg), (poln. Rozogi, Powiat Mrągowski), Rittergut, 442 ha davon 352 Ackerland, Familienbesitz 1840–1945
- Stobbenorth (Landkreis Oletzko/Treuburg) (poln. Pieńki, Powiat Olecki), Chatullegut, 1817 12 Huben, Familienbesitz 1757–1814
- Vollmarstein (Landkreis Sensburg), (poln. nowo Nadafki, Powiat Mrągowski), ursprünglich Vorwerk zu Baranowen, 1894 mit Gut Nadawken vereinigt

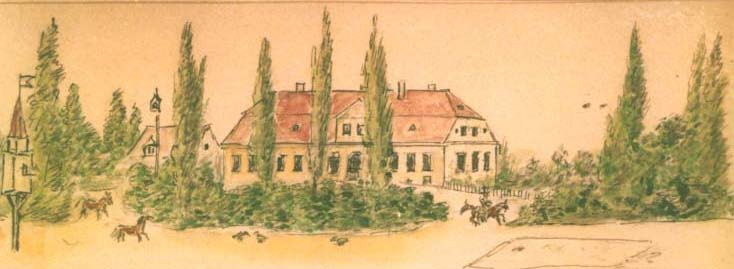
Gutshaus Baranowen im Jahr 1850
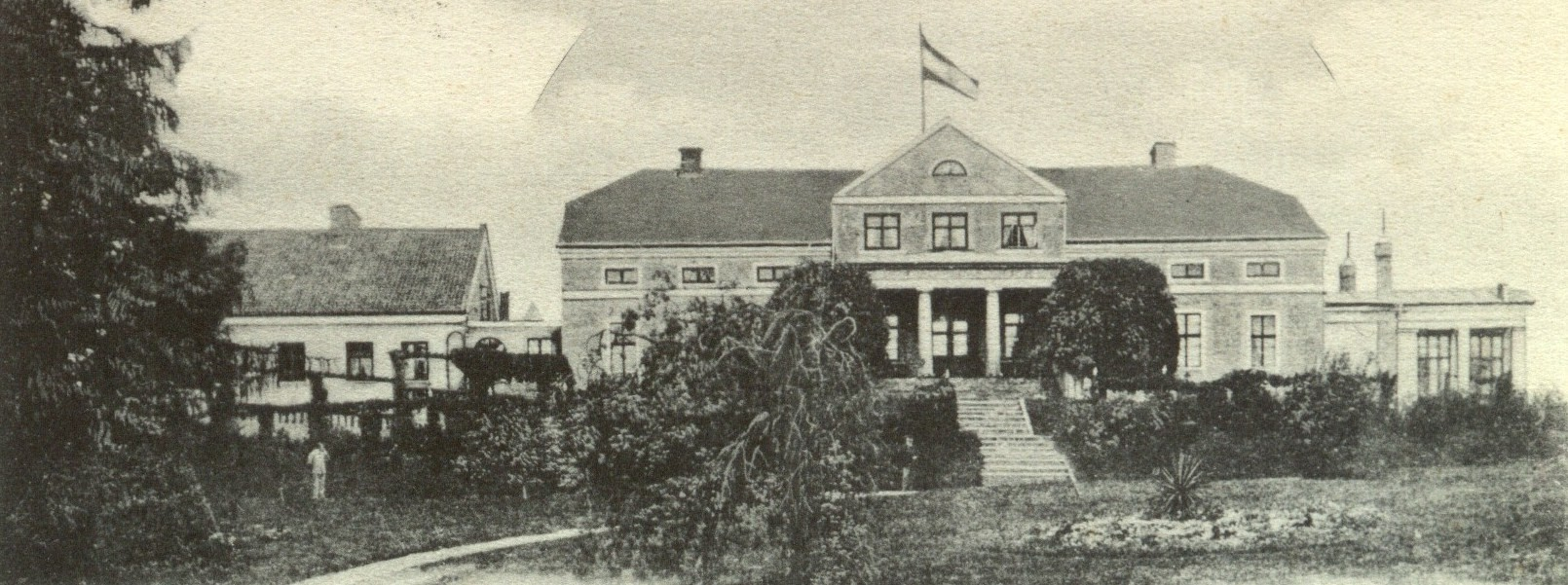
Gutshaus Bosemb im Jahr 1902
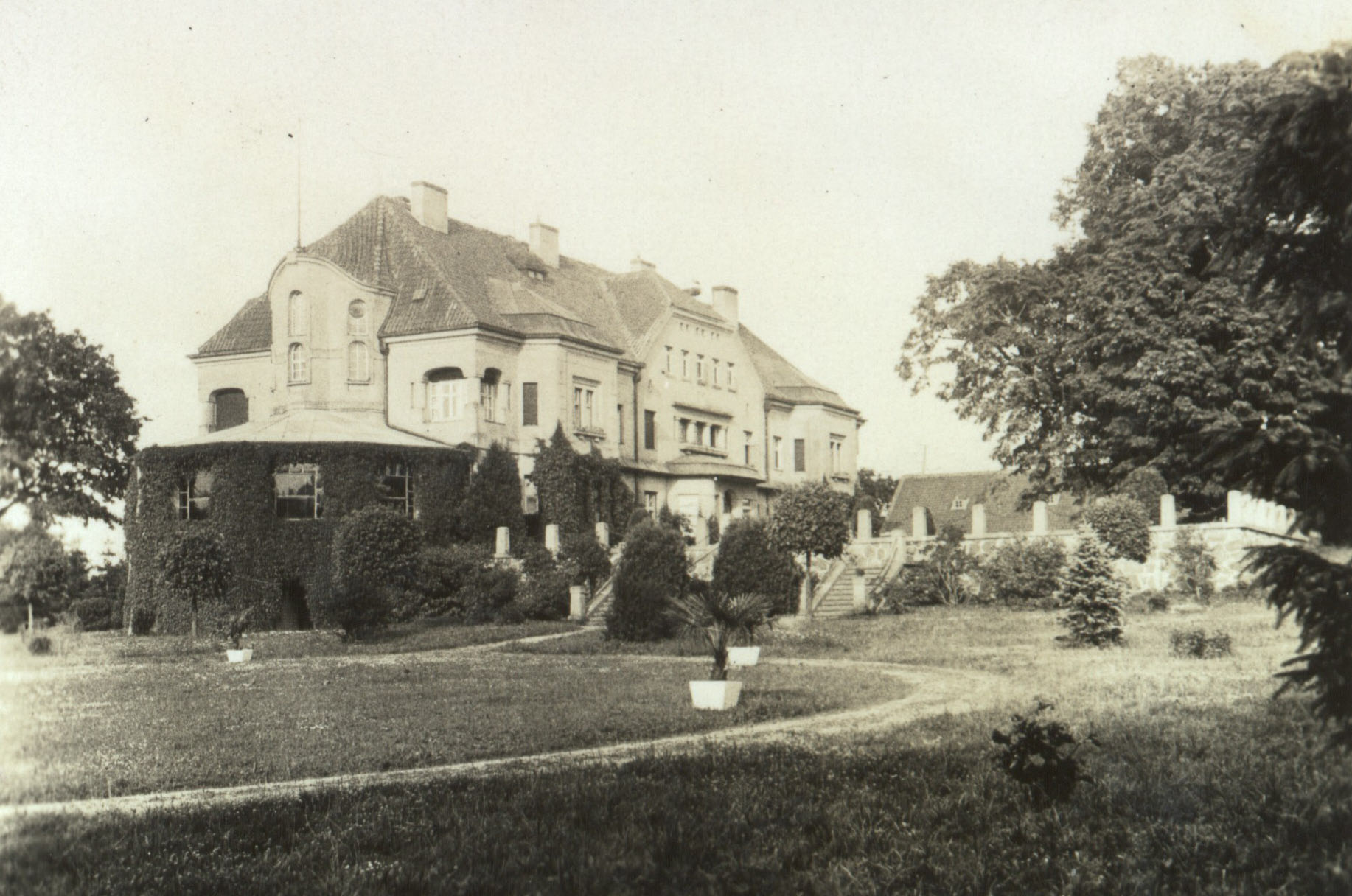
Gutshaus Laukischken im Jahr 1932
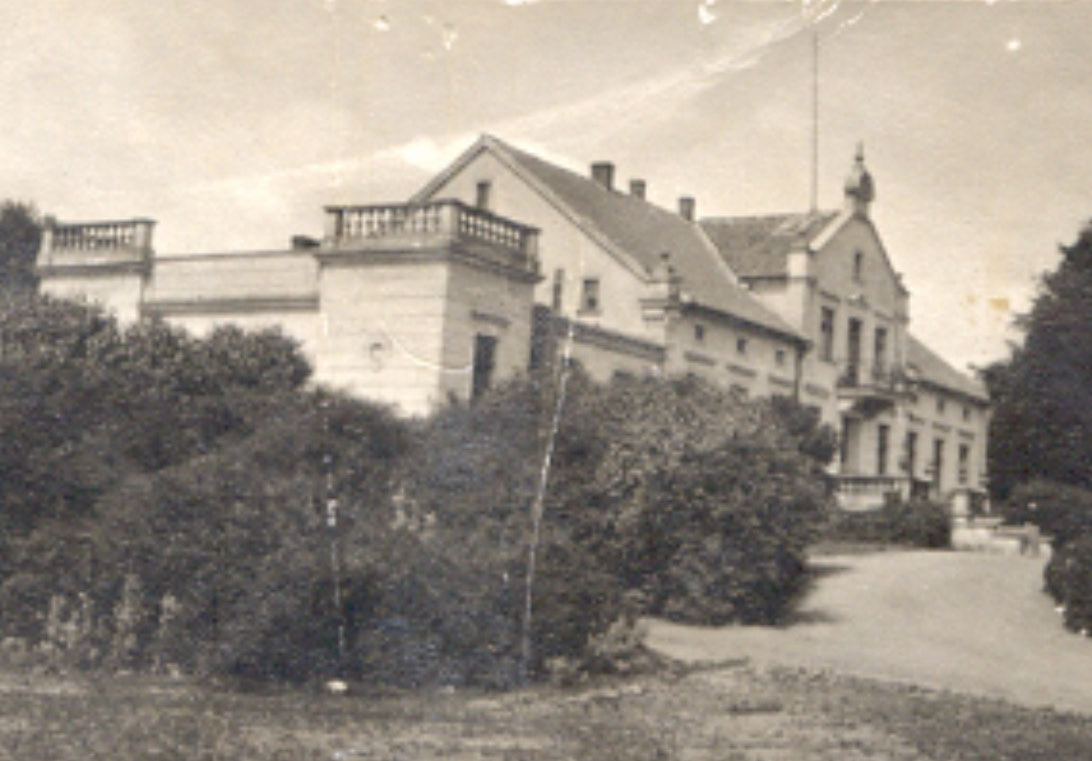
Gutshaus Pfaffendorf
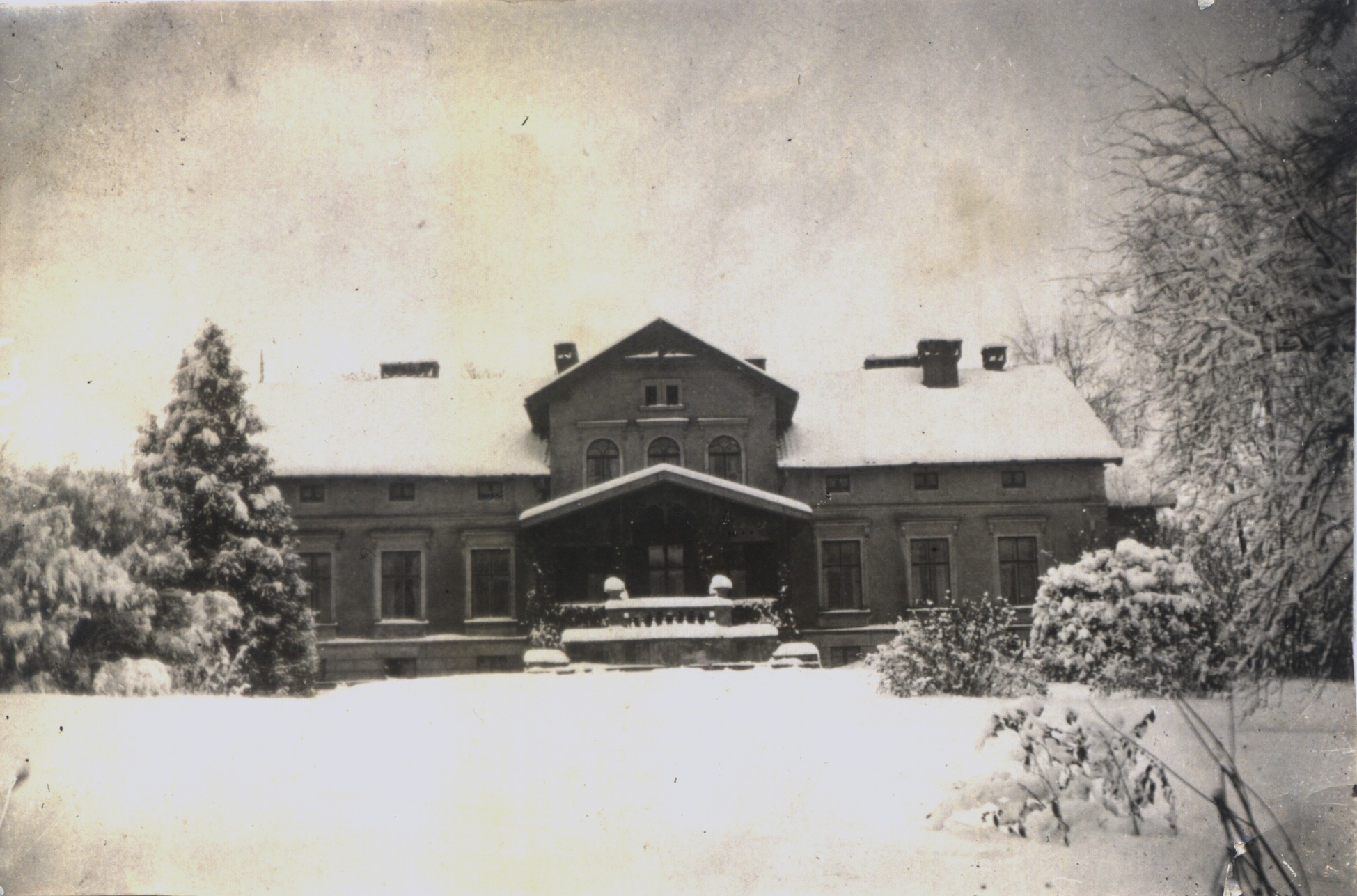
Gutshaus Rosoggen im Winter 1929
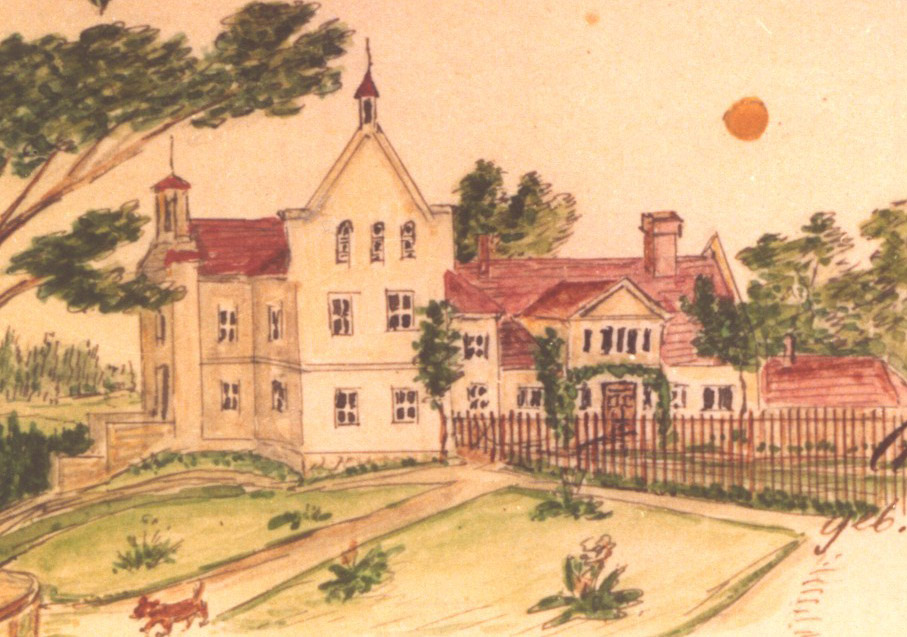
Gutshaus Groß Schmerberg

## Kriegsbilanzen
- Zweiter Weltkrieg:[55] Verlust 10 Familienmitglieder:

Agnes R.v.B. geb. Schwarz (* 1875), vermisst 1944 in Lyck
Armin R.v.B. Sohn der Vorigen (* 1903), bei Slonin Russland 26. Juni 1941, Oberstleutnant
Barbara Schilke geb. Rogalla v. Bieberstein (* 1916), im Rahmen der NS-Euthanasieaktionen umgebracht in der Heil- und Pflegeanstalt Obrawalde am 16. Dezember 1943
Constantin R.v.B. (* 1905), Russland, durch Eigenbeschuss in Bjelgorod bei Kursk 13. Juli 1943, Oberstleutnant und Kommandeur eines Panzergrenadierregiments
Hans Joachim R.v.B. (* 1921)
Herbert R.v.B. (* 1912), Rittmeister in der Aufklärungsabteilung 11
Hubertus R.v.B.(* 1904), vermisst bei Graudenz in Westpreußen
Ludwig Meyländer gen. Rogalla v. Bieberstein (* 1873), als Regimegegner aufgehängt 1940 in Wartenburg/Ostpreußen
Maria R.v.B. geb v. Seher-Thoß (* 1869), auf der Flucht in Böhmisch-Leipa 1945
Walter (Rich) R.v.B. (* 1918), vermisst 1945 in Pommern
- Erster Weltkrieg:[56] 23 Familienmitglieder kämpften in Armee und Marine, Verlust 7 Familienmitglieder:

Friedrich (Friedel) R.v.B. (* 1878), Hauptmann und Kompaniechef im Grenadier-Regiment „Prinz Carl von Preußen“ (2. Brandenburgisches) Nr. 12, gefallen in Clamecy Frankreich 1915
Fritz R.v.B. (1873–1918), Ehrenritter des Johanniterordens, Hauptmann im Kaiser Franz Garde-Grenadier-Regiment Nr. 2, gefallen in Frankreich 1918
Fritz R.v.B. (* 1876), Hauptmann im 1. Ermländischen Infanterie-Regiment Nr. 150, gefallen am 1. Januar 1915 an der Rawka
Hans Joachim R.v.B. (1895–1918), gefallen als Premierleutnant im 1. Leib-Husaren-Regiment Nr. 1 am 8. Mai 1915 in Frankreich
Hermann R.v.B. (1863–1918), Oberleutnant und Ehrenritter des Johanniterordens, an Verwundung
Wilhelm Georg Fr. R.v.B. (* 1896), preußischer Premierleutnant, gefallen in Chivy, Frankreich am 1. Februar 1915
Oskar R.v.B., (1879–1915), an Verwundung in Warschau.
- Deutsch-Französischer Krieg:[57] Verlust drei Familienmitglieder:

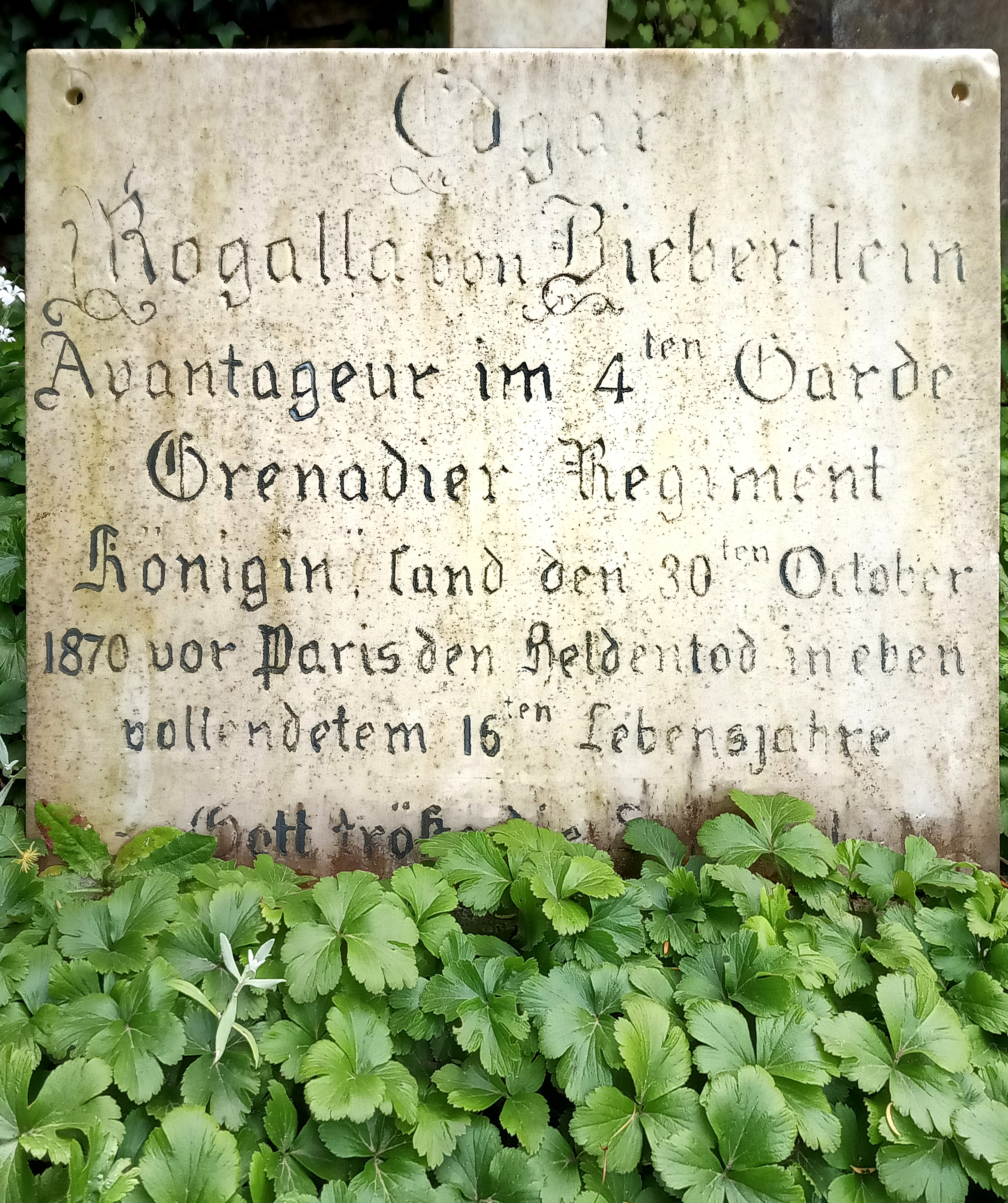
Grabmal Edgar Rogalla von Bieberstein in Trier, Friedhof St. Paulin

Edgar R.v.B. (* 1854), gefallen bei Le Bourget am 30. Oktober 1870,
Fritz R.v.B. (* 1849), Portepeefähnrich im 4. Oberschlesischen Infanterie-Regiment Nr. 63, gefallen bei Villeneuve St. Georges am 14. Oktober 1870
Kurt R.v.B. (* Breslau 1840), Premierleutnant im Schleswig-Holsteinischen Dragoner-Regiment Nr. 13, gefallen bei Mars la Tour am 16. August 1870
- Deutscher Krieg 1866: Verlust 1 Familienmitglied: Karl Alexander R.v.B. (* 1843): 2. Schlesisches Infanterie-Regiment Nr. 11
- Befreiungskriege: Verlust 1 Familienmitglied: Premierkapitän Johann Ludwig R.v.B.(* 1775) fiel am 2. Juni 1813 bei Großgörschen

## Hinweis zum Beinamen Bieberstein
Nach den Wappen ist zwischen drei Gruppen von Adelsgeschlechtern zu differenzieren:

### Bieberstein, Wappen Hirsch- und Büffelhorn (norm.-germ.-balt.: Rogala),
Der Name Bieberstein wurde ab 17. Jh. von folgenden wappenvetterlichen Linien dem Stammsitz vorangestellt, hintenangesetzt oder ausschließlich geführt.
1. Rogalla von Biberstein Orsechowski, Stammsitz Orsechowo/Orschau bei Kulm, Urkundlich 1404: in Preußen v.B. ab 1660 mit Konsens vom 28. September für den Kleinpolen aus Glaubensgründen verlassen müssenden Arianersohn und Schützer der Calvinisten Paulus Freyherr von Bieberstein Orzechowski (1624–1694) zum Kauf der Güter Kobelkau und Leistenow im Riesenburgischen seitens Kurfürst Friedrich Wilhelm.[58] Es huldigt 1664 im Amt Marienwerder Paul Baron de Bieberstein Orzechowski (1626–1694).[59][9] Als Wahlmänner für König August II von Polen (August der Starke) treten 1697 auf: Wojewodschaft Lubelsk: Jan Karol Biberstein Rogala Orzechowski, choraz Lubelski, Theodor Biberstein Rogala Orzechowski[60]
2. Rogalla von Bieberstein Rogalski,[9] Stammsitz Rogale an der Dzierzbia (pow. kol. par. porycka) in Nordmasovien, ab 1440 Gollubien in Preußen, dann Leegen, v.B. ab 1765.[61]
3. Meyländer genannt Rogalla von Bieberstein, preuß. Adel Berlin 29. November 1804 für den Stief- und Adoptivsohn des Johann Sigismund Rogalla v. Bieberstein (1760–1811).[62]
4. Rogalla von Bieberstein Baytkowen, Stammvater Andreas Rogalla de Wasosz (1565–1606). 1585 Kauf von Baytkowen Kreis Lyck, 1588 Kopicken und Zawadden, um 1600 Stiftung des Karmeliterklosters in Wasosz, 1595 Erbaufteilung auf die Söhne Bartholomäus Rogalla und Matthias Rogalla, derer in Orbis Polonus[30] (S. 611) und bei Uruski[7] gedacht wird. R.v.B. ab 1740.[33][32]
5. von Bieberstein Rogalla Krasicki Siecin, ursprünglicher Stammsitz Siecin, Bei Bromberg, ab 1520 Krasice bei Przemysl.
6. Bialkowski vel Siecinski Wappen Rogala Biberstein aus Siecin bei Dobrzyn. Sie stammen von Jakób Sieciński (1544 gestorben 1567), der in Białków erbte, der als erster aus diesem Dorf schrieb begann mit Białkowski. Sein Sohn Thomas Bialkowski (1564-8) erbte in Białków und Płonku. 1567 Die Schwester Katarzyna Sarnowska, Tochter von Jakób Sieciński aus Bialkowa, kwietiert ihren Bruder, Thomas Bialkowski, aus elterlichen Nachlass.
7. von Ostrowski genannt v. Bieberstein, 1785 Besitzer von Adl. Moithinien im Kreis Ortelsburg
8. von Bieberstein Rogalla Paruszewski, Stammsitz Paruszewo bei Psydr in Masowien, urkundlich 1480. 1768 Szymon Biberstein-Paruszewski h. Rogala, Sohn: Michael Biberstein-Paruszewski h. Rogala, 1787. Kinder: Wladislaw Biberstein Paruszewski h. Rogala (1863–1925), Boleslaw Biberstein-Paruszewski h. Rogala (um 1865–1937)[63] 1850 Sylvestra Bieberstein-Paruszewski h. Rogala.
9. von Bieberstein Rogalla Pilchowski,[9] Stammsitz Pilichowo in Masovien, Ersterwähnung 1390. Während die Riesenburger Amtsrechnungen 1689 den Kapitänleutnant noch Christoph Pilchowski Erbherr von Klötzen schreiben, vermeldet wenig später das Trommnauer Totenbuch, dass dieser „eine Vetterin Jgfr. Judith von Bieberstein-Pilchowski hat beisetzen lassen“.[64] 1735–1741 ist Großpächter der Königlich Preußischen im Großherzogtum Litauen gelegenen Herrschaft Serrey der ehemalige Capitain in Polnischen Diensten N. v. Biberstein Pilchowski.[65] 1737 Abraham de Bieberstein Pilcowski, eques Boruss.[66] Mit Diplom Berlin, den 15. Dezember 1777, erhält Carl Gustav v. Bieberstein [Pilchowski] , Stabsrittmeister des von Wernerschen Husarenregiments, das Schlesische Incolat.[67] Bestätigung bei der galizischen Landtafel 1782,[9][68]
10. von Bieberstein Rogalla Trembinski, Stammsitz Trembin in Masowien, Ersterwähnung 1538. Grafenstand in Galizien 1783 für die Brüder Adam und Franz v. Biberstein-Trembinsky.[69]
11. von Bieberstein Rogalla Zarnowski, Stammsitz Zarnowo in Masowien, v. B. ab um 1837. Wawersin Bieberstein Zarnowski, groß blond und blauäugig, lehnte es ab, sich 1939 Germanisieren zu lassen und kam nach Dachau, wo er verstarb. Sein inzwischen verstorbener Sohn Professor Franzizek Bieberstein Zarnowski, berichtete auch, dass er nach dem Warschauer Aufstand zu Aufräumungsarbeiten rekrutiert wurde.
12. von Bieberstein Rogalla Zawadzki, Stammsitz Zawadi in Masowien, Ersterwähnung 1436: um 1632 Indigenat in Preußen für Jan R.Z. (1575–1645) auf Waplitz 1641, Kastellan von Danzig 1637, Wojewoden von Parna 1642. Seine Söhne setzen ihm 1645 in der Franziskaner Kirche zu Kulm ein marmornes Epitaph. Es beginnt: Ilustrissimo Johanni Rogala Zawadzki de veteri comitum Biberstein stirpe oriundo ….[70] Der älteste Sohn 1654 Joannes a Biberszteyn Zawadzki (1616–1654).[71] Christoph Hartknoch schreibt 1684: haben vorzeiten geheißen von Bieberstein,[72] Beiname v. B. um 1758 Kulm, ein Urenkel huldigt 1772 unter den weltlichen katholischen Personen der Wojewodschaft Inowrazlaw als Adam de Biberszteyn Zawadzki (1732–1780) zu Mislenzinik, dessen Sohn wird 1776 als Anton v. Bieberstein-Zawadzki (* 1765 in Maslecin (Preußen)) und dessen Vetter 1787 als „Joseph v. Bieberstein-Zawadzki (* 16. April 1773 in Razinowo)“ im Königlichen Kadettenhaus Kulm gelistet.[73][9] 1789 geht sein älterer Bruder Andreas Lukasz Ignaz v. Bieberstein Rogalla Zawadzki(1763–1846) in die Niederlande, vom Holländischen König 1816 zum Baron Bieberstein Rogalla Zawadzki erhoben. Dem Neffen 3ten Grades, Martin Bartholomäus Roman de Biberstein-Zawadzki (1812–1857) nebst Kindern, wurde mittels allerhöchster Order in Wien am 2. April 1858 der altpolnische Adels- und Ritterstand bestätigt.[74]

### Bieberstein, Wappen Hirschhorn (poln. Bibersztein)
1. von Biberstein, die Ministerialen oder Edelherren von Burg Bieberstein bei Meissen, Ersterwähnung 1218, Verbreitung: Böhmen, Mähren, Lausitz, Schlesien. Die Linien Friedland (Böhmen) ab 1278 und Sorau (Lausitz) ab 1350, wozu Beeskow, Storkow und Forst kamen, sind in männlicher Linie 1667 ausgestorben.[75] Die verschiedentlich von Historikern vermuteten familiären Zusammenhänge mit den ebenfalls je ein Hirschhorn im Wappen führenden alten Grafen von Regenstein aus dem Harz sowie den Herren von Hirschhorn[76] vom Rhein, ersteres vierendig und liegend letzteres fünfendig und stehend, bestehen nicht.
2. von Biberstein Boyschowski Stammsitz Boitschow (ab 1936 Lärchenberg), Kreis Tost-Gleiwitz (poln. Bojszow), Ersterwähnung 1440,[77]
3. von Biberstein Starowieyski, aus Altendorf, Kreis Ratibor (poln. Stara Wies, Staraves), Ersterwähnung 1522.[69]
4. von Bieberstein Bialkowski, Stammsitz Bialkova bei Krakau urkundl. 1416: 1860 heiratet in Neustadt an der Warte katholisch Xaver Ignatius Bieberstein alias Bialkowski (26) Sohn des Thaddeus Biealkowski und der Carolina[78]
5. von Bieberstein Blonski, aus Blone im Kreis Krakau, als Arianer um 1650 nach Preußen ausgewandert. 1638/40 als Unitarier Joannes a Bieberstein Blonsky, um 1662 wohl in Sachen Pachtung von Andreaswalde im Kreis Johannisburg in Preußen Nikolai Blonski z Biberstyna
6. von Bieberstein Kazimirski, Stammsitz Mala Kazimirza (lat. parva Kazimirza) im Kreis Krakau, urkundl. um 1400: Długosz überliefert als Besitzer von Parva KAZIMIRZA Jacob und Paulus de armis Byberschthin.[79] 1613 studieren in Ingolstadt Dominus Andreas und Thomas Kazimirski comes de Biberstein.[80] Sie kamen vom Jesuiten Kolleg in Braunsberg, wohin sie der Bruder des verstorbenen (arianischen) Vaters Christoph Cazimirski, Bischof von Kiew, geschickt hatte. Der Arianer (Socianer) Wladislaw Kazimirski von Biberstein, 1655 noch Mitglied der Gemeinde in Czarkow an der Nidda, wanderte vor dem 12. Oktober 1667 nach Preußen aus, denn er gehört zu den Nobiles et incolae Ducatus Prussiae. denen an diesem Tag die Huldigungsannahme versagt wurde. Am 5. Mai 1678 heißt er in seinem polnischsprachigen Ehevertrag Wladislaw Kazimierski z Biberstyna.[81] Der Stammsitzname „Kazimierski“ wurde abgestreift. Der Pachtinhaber von Baranowen (Poln.: Baranowo, Powiat Mrągowski) ab 1751 wird im Kaufzulaß für das Gut 1774 als Stephan Matthias von Bieberstein (1720–1786) bezeichnet. Im Kadettenhaus zu Kulm wurde am 2. Mai 1864 sein Urenkel Hugo Vollmar Arthur v. Bieberstein (* 1853 Nadawken) gelistet, der gemäß Rangliste 1880 im Infanterieregiment Nr. 91 zu Frankfurt als „S.Lt. v. Bieberstein“ stand, ehe er nach Amerika auswandert. Mitglieder der Familie aus polnischen Zweigen der Familie leben heute wieder in Ostpreußen und Schlesien.[9]

### Bieberstein, Wappen andere
Zu ihnen besteht keine Verwandtschaft.
1. Marschall von Bieberstein, Uradelsfamilie aus Meißen, Wappen: rotes, aus 7 Strängen geflochtenes Schräggitter in Silber. Erstes Auftreten mit diesem Beinamen 1399. Die Gesamtfamilie nimmt ihn im 17. Jh. an.[82]
2. von Bieberstein, Stammsitz Burg Bieberstein bei Whiel, Ersterwähnung 1342, Wappen: Wechselzinnenschrägrechtsbalken
3. von Biberstein, Stammvater Paul Biberstein († 1612) aus dem Salzburgischem, Adelsstand: 1. 1 1806 in Württemberg für Peter Paul Biberstein, Wappen: In G. rechtshin gekrümmter r. Laubzweig, dessen Ende mit 3 runden Früchten in Form eines Kleeblatts belegt ist.[83]
4. von Bieberstein, Stammsitz Burg Bieberstein bei Fulda, urkundlich um 1150.[75] Vertreter der eigenen Adelsfamilie sind: 1193 Bernhardus de Biberstein,[84] 1195 Trageboto von Biberstein,[85] 1223 Heinricus dapifer de Biberstein.[86]
5. von Ronow und Bieberstein: Reichsgrafenstand am 6. September 1670 für Johann Albrecht Krinecky, Freiherr v. Ronow, mit dem angeführten Prädikat unter Hinzufügung des Biebersteinschen Wappens.[75]

### Sekundärliteratur
- Neuschaefer: Stammliste des Königlichen Kadettenhauses Culm-Cöslin (1. Juni 1776 – 1. November 1907). Berlin 1907.
- Anton Biliński: Szlachta ziemi dobrzyńskiej za ostatnich Jagiellonów [Der Adel der Region Dobrzyń während der letzten Jagiellonen]. Wyd. Pałac Staszica 1932.
- Bernhard Gebauer: Die Entwicklung der Siedlungslandschaft in Süd-Ostmasuren (Kreis Lyck): unter besonderer Berücksichtigung der Siedlungsgenese. Ein Beitrag zur Kulturlandschaftsordnung im deutschen Osten. Göttingen 1959.
- Anna Borkiewicz-Celińska: Słownik historyczno-geograficzny województwa płockiego w średniowieczu. Wrocław 1980–1981.
- Bruno Janczik: Ambts Lyck Lehns Register, derer im Hiesigen Ambte befindtlichen Magdeburgischen Güter bey denen Freyen. Folgen die Freyen so nicht scharwergken (1664). In: APG. 1989, S. 61 ff, aus Ostpr. Fol. 423, S. 447–494.